# عقاب جبلية منعزلة
العقاب الجبلية المنعزلة عقاب ضخمة تتبع رتبة الجوارح وفصيلة البازية، وتعيش في مناطق الإقليم المداري الجديد.

## التوزيع والموطن
تعود أصلها إلى المكسيك وجنوب أمريكا ووسطها، وتوجد في المناطق الجبلية والغابات ذات التلال، على ارتفاع يتراوح ما بين 600 متر و2200 متر، وقد أشار بعض الناس أنهم رأوه في مناطق أكثر انخفاضا، ولكنهم قد تكون أخطؤوا بينها وبين طائر آخر شبيه به، كبعض أنواع طائر الباز، ولا يوجد خبر مؤكد أنها شوهدت في مكان منخفض.
وهو طائر نادر وغير معروف حتى في مناطق انتشاره (وربما أتى اسمه «المنعزل» من هذه الصفة)، كما لا تُعرف عن عاداتها الغذائية إلا القليل، ولكنها تظهر أحيانًا صائدًا ثعابين كبيرة الحجم، وقد شوهد زوجان منها مرة يصطادان صغار حيوان الظبي.

## الشكل والمظهر

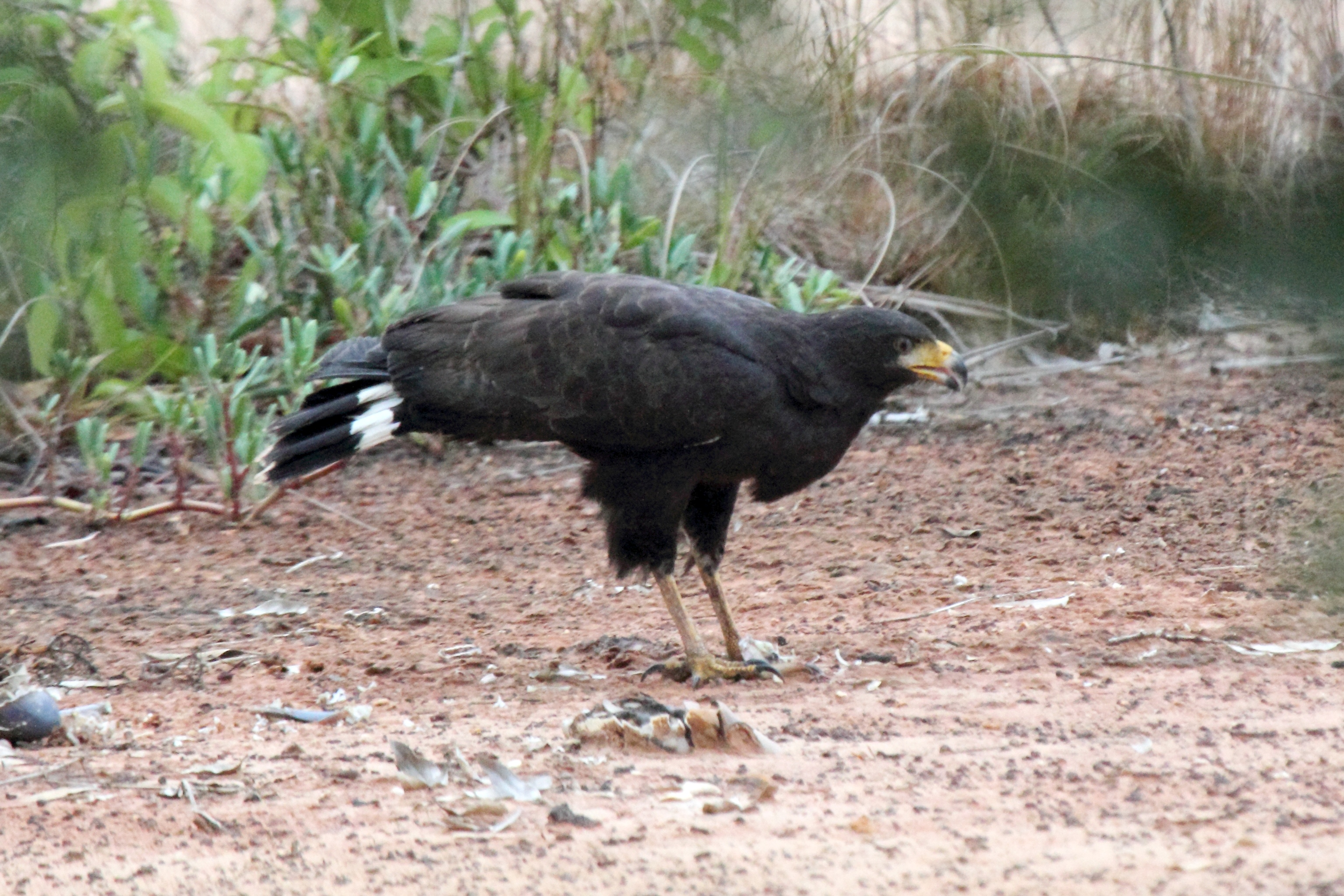
الباز الأسود الشائع الذي يشبه العقاب الجبلي المنعزل كثيرا

العقاب الجبلية المنعزلة البالغ لونها أسود رمادي منتظم، وعادة يظهر على ذيله اللون الأسود وبعض العلامات البيضاء. يتراوح طولها ما بين 63 إلى 76 سنتمترا، ووزنها حوالي 2.75 كيلوغرام، والمسافة بين جناحيه 152 إلى 188 سنتمترا، وهي تشبه الباز الأسود الشائع والباز الأسود الكبير (Buteogallus anthracinus) كثيرا، ولكنها أكبر حجما بكثير، وجناحاها أعرض بكثير، حيث يمتد جناحاها إلى طرف ذيلها تقريبا، وتعتبر الأجنحة العريضة جدا أحد الخصائص الأساسية المميِّزة لهذا الطائر، وتتميز أيضا بأن جسمها يكون ممتلئا أكثر من الطيور الشبيهة الأخرى.
العقاب غير الناضجة تماما تكون مُرقّشة باللون البني، ولها علامات حول العينين، وما عدا ذلك فإنه يشبه الأفراد الناضجة.

## قرابتها من طيور أخرى
أشارت بعض الدراسات الحديثة إلى وجود تقارب بين العقاب الجبلية المنعزلة وطيور الباز السوداء، واقترحت أنه لا ينبغي أن يصنف في جنس مستقل.